# Haunted – Seelen ohne Frieden
Haunted – Seelen ohne Frieden ist eine deutsche Mystery-Doku-Serie, die auf dem Sender TLC ausgestrahlt und vom Schauspieler Sky du Mont moderiert wird.

## Format
In der Serie präsentiert Sky du Mont angeblich wahre, übernatürliche, unerklärliche und mysteriöse Spukfälle, die von Augenzeugen berichtet werden, denen diese Geschichten angeblich so passiert sein sollen. Diese Augenzeugenberichte handeln von Geistern und Gespenstern.

## Staffeln
Die bislang vier ausgestrahlten Staffeln enthalten insgesamt 38 Episoden. Seit 2016, als die erste Staffel ausgestrahlt wurde, folgte bisher jedes Jahr eine weitere Staffel. Die fünfte Staffel wird derzeit von Odeon Entertainment GmbH produziert. Seit der Pilotfolge (2015) führte Kirim Luca Schiller die Regie.